# Суирли
Суирли́ (каз. Суырлы) — село у складі Жарминського району Абайської області Казахстану. Входить до складу Шарської міської адміністрації.
Населення — 60 осіб (2021; 62 у 2009, 80 у 1999, 185 у 1989).
Національний склад станом на 1989 рік:
- казахи — 100 %

Станом на 1989 рік село мало статус станційного селища, у радянські часи називалось також Суурли.